# Linia M3 metra w Bukareszcie
Linia M3 metra w Bukareszcie – linia metra w stolicy Rumunii - Bukareszcie, licząca 15 stacji. Została oddana do użytku w 1983 roku. Linia oznaczona jest kolorem czerwonym.

## Historia
W czasach komunistycznych oznaczenie „M3” nosił niezwiązany fragment obecnej linii M1, od stacji Gara de Nord do Dristor.
Pierwszy odcinek obecnej linii M3 oddano do użytku w 1983 roku jako odgałęzienie linii M1. Był to fragment obejmujący stacje:
- Industriilor, obecnie Preciziei
- Păcii
- Armata Poporului, ob. Lujerului
- Politehnica
- Eroilor

Pociągi jeździły dalej tunelem linii M1 przez stacje:
- Izvor
- Piața Unirii 1
- Timpuri Noi
- Mihai Bravu
- Distor 1
- Leontin Sălăjan, ob. Nicolae Grigorescu

I dalej do stacji końcowej Republica.
W 1994 i 1996 etapami oddano do użytku stację Gorjului usytuowaną między Păcii a Armata Poporului. W połowie pierwszej dekady XXI wieku linię skrócono do odcinka Industriilor-Eroilor.
W 2008 roku otwarto wschodni odcinek linii, od stacji Nicolae Grigorescu:
- 1 Decembrie 1918
- Policolor, obecnie Nicolae Teclu
- Linia de Centură, ob. Anghel Saligny

A następnie istniejące odcinki połączono w jedną linię, używając wspólnego tunelu z linią M1.